# Staro Selo (Jagodina)
Staro Selo es un pueblo ubicado en Jagodina, distrito de Pomoravlje, Serbia.

## Superficie
Cuenta con una superficie de 4,862 kilómetros cuadrados.

## Demografía
Hasta 2022 la población era de 30 habitantes, con una densidad de población de 6,171 habitantes por kilómetro cuadrado.
| Gráfica de evolución demográfica de Staro Selo entre 1948 y 2022                     |
|                                                                                      |
| Datos según Population statistics of Eastern Europe & former USSR y City Population. |